# X-Men (videojuego de 1992)
X-Men es un videojuego arcade de 1992 desarrollado y publicado por Konami. En este juego, los jugadores controlan a uno de los 6 X-Men para derrotar a Magneto y salvar a la humanidad de los mutantes. El juego está basado en el piloto animado X-Men: Pryde of the X-Men, el cual nunca llegó a transmitirse.

## Argumento
Los X-Men son enviados a detener a un grupo de Centinela comandados por Magneto. Sin embargo, mientras no están, Magneto secuestra al Profesor X y a Kitty Pryde, lo que obliga a equipo de héroes a ir a la isla M para rescatarlos. Los X-Men logran rescatar a Kitty y poco después hayan al Profesor, quien era en realidad Mystique disfrazado y ella los atrae a una trampa. Tras salir de la trampa, los X-Men reciben una llamada mental del Profesor, diciéndole que está en el asteroide M. El equipo llega a dicho lugar y salvar al Profesor tras derrotar a Mystique como Magneto y tras derrotar al verdadero Magneto, el equipo y el Profesor escapan del asteroide M antes que explote.

## Personajes
El juego tiene como personajes jugables a Wolverine, Cyclops, Coloso, Nightcrawler, Tormenta y Dazzler. El mismo tiene a algunos villanos como Magneto, Mystique, Juggernaut, Pyro, Blob, Wendigo, Emma Frost, Nimrod y el Monolito Viviente. Además tenemos aliados como Profesor X y Kitty Pryde.

## Jugabilidad
El objetivo del juego es progresar lo más posible mientras sobrevive a los ataques de Magneto y sus secuaces. El personaje puede moverse a todas las direcciones, saltar, golpear y además tiene un ataque especial que se activa con un boton extra. Este último es muy efectivo, pero te costara unos puntos de salud. Normalmente, un personaje que tiene menos de cuatro puntos de salud ya no puede usar ningún poder mutante, pero también es posible que los personajes obtengan poderes mutantes adicionales que se pueden almacenar como elementos. En la versión japonesa, los elementos de poder se consumen antes que la salud, y también hay power-ups y paquetes de salud en todos los niveles.

## Lanzamiento
Dependiendo de la máquina, el número máximo de jugadores simultáneos varía de dos a seis. La versión para seis jugadores es particularmente inusual porque tiene dos pantallas contiguas (una pantalla en el lugar habitual para un juego de arcade, la otra en el gabinete de abajo, reflejada por un espejo a un lado de la pantalla) que crea el efecto de una sola , configuración de pantalla de "doble ancho", similar a Tecmo Bowl.
El 9 de octubre de 2010, Konami reveló que el juego llegaría a PlayStation Network y Xbox Live Arcade. El juego fue portado por Backbone Entertainment con las ROMs originales de Estados Unidos y Japón y fue lanzado el 14 y 15 de diciembre de 2010 respectivamente. El puerto de Xbox 360 y PS3 cuenta con multijugador local o en línea para hasta seis jugadores (solo cuatro jugadores locales son posibles en la versión XBLA), así como emparejamiento personalizado y dificultad ajustable. Los jugadores también pueden elegir entre las versiones estadounidenses y japonesas del juego, la última de las cuales incluye potenciadores y paquetes de salud. Todas las voces fueron regrabadas por Bang Zoom Entertainment debido a razones de licencia, pero el guion retuvo las infames líneas del juego original, incluyendo "¡Soy Magneto, maestro del imán!" y "¡Bienvenido a morir!". En el guion regrabado, solo se utilizaron dos actores de voz para personajes masculinos y femeninos (Kyle Hebert y Mela Lee, respectivamente).
El juego fue eliminado de la lista de ambas tiendas digitales a fines de 2013.
El 2 de junio de 2011, Konami también lanzó el juego en iTunes App Store para ser jugado en dispositivos iOS, así como en Android Market. El juego siguió siendo en gran parte idéntico al original, con la adición de controles en pantalla para teléfonos inteligentes. Tres años después, la aplicación ya no estaba disponible en la iTunes App Store de EE. UU.

## Recepción
En Japón, Game Machine incluyó a X-Men el 15 de agosto de 1992 como la tercera unidad arcade de mesa más exitosa y la séptima unidad arcade vertical más exitosa del año.
IGN le dio al puerto HD del juego una puntuación de 7.5, diciendo que "el juego es increíblemente simple y repetitivo... Y sin embargo funciona. Es simplemente divertido jugar con amigos". Muchos sitios web y revisores como Gouki.com afirmaron que tener continuas ilimitadas sin penalización para todos los modos ha abaratado la experiencia clásica, especialmente el juego en línea. La revista Sinclair User le dio a X-Men una puntuación de 58/100, destacando la capacidad del juego de arcade de tener seis jugadores jugando simultáneamente, aunque afirmando "Gran juego, grandes sprites, pero a menos que seas un gran fanático del cómic de Marvel, probablemente no sea tan divertido ".